# Station météorologique historique du cap Hatteras
Pour les articles homonymes, voir Hatteras.
La station météorologique historique du cap Hatteras est un lieu historique national des États-Unis. Il s'agit d'un bâtiment en bois où a résidé et travaillé le personnel de la station météorologique du village de Hatteras (Caroline du Nord). Construite par le US Weather Office en 1901, elle a eu par la suite diverses utilisations. Elle est maintenant le pavillon des visiteurs du parc Cape Hatteras National Seashore.

## Histoire
Les Outer Banks dessinent une mince bande de sable étirée sur 160 km le long des côtes de Caroline du Nord, aux États-Unis. Ils séparent l'océan Atlantique de la baie d'Albemarle (au nord) et de la baie de Pamlico (au sud). La rencontre du Gulf Stream et de l'air froid continental en fait un lieu propice à la formation de violentes tempêtes appelées tempêtes du Cap Hatteras. De plus, l'endroit se trouve sur la trajectoire de nombreux ouragans qui remontent le Gulf Stream. Il est donc très important de prendre des données météorologiques dans la région.
L’US Weather Bureau a donc commencé à établir des stations météorologiques tout le long de la côte dès 1871 et celle du cap Hatteras fut ouverte en 1874. Celle-ci était sous la direction du service des communications de l'Armée des États-Unis et se trouvait dans la maison des gardiens du phare du cap Hatteras. Elle fut déménagée le 1er décembre 1880 à la station de sauvetage en mer, puis le 1er octobre 1883 dans une résidence privée du village d’Hatteras.
Quelques années plus tard, le Weather Bureau construisit sa propre structure dans le village pour la somme de 250 $US : un bâtiment d'un étage de hauteur, avec un grenier, ayant trois pièces et mesurant 3 mètres par 2 mètres. Mais au tournant du siècle, il était désuet et le 11 juillet 1901, le secrétaire à l'agriculture, dont dépendait le Weather Bureau alors, ouvrit une offre publique pour la construction d’un nouvel édifice. C'est ainsi que fut construite la station météorologique historique pour un coût de 5 194 $US, plus 110,35 $US pour le terrain.
La bâtisse de deux étages, faites de sections préfabriquées et livrées par chemin de fer et navire, fit partie d'un contrat global pour la construction d’un certain nombre d'autres stations météorologique à travers les États-Unis. Au rez-de-chaussée, se trouvaient sept pièces : le salon, la cuisine, la salle à dîner et trois chambres à coucher pour la famille de l’observateur météorologique. À l'étage, se trouvait la salle de travail et une échelle menait à une terrasse d'observation sur le toit. Elle fut inaugurée le 1er janvier 1902 bien qu'elle ait été terminée en 1901. Un certain nombre de dépendances entourèrent la maison qui servit de 1902 à 1946. Les fonctions de la station furent ensuite transférées à un nouvel édifice à Buxton un peu plus au nord-est.
De 1946 à 1952, la station fut transformée en logements pour le personnel, la nouvelle station bâtie à un autre endroit. De 1952 à 1958, elle fut utilisée par la garde-côte américaine. Elle fut transférée ensuite au National Park Service qui la prêta au département de zoologie de l’université Duke, puis en 1964 à l’université d'État de Caroline du Nord pour la recherche en biologie marine]. De 1976 à 1979, elle resta vacante puis servit de résidence au personnel du parc Cape Hatteras National Seashore jusqu’en 1995.
Après un autre période sans utilisation, elle fut restaurée de 2001 à 2005 pour avoir son aspect original et fut ouverte au public le 1er juillet 2007 comme pavillon des visiteurs du parc. 
Faits à noter, le 15 septembre 1993, un ouragan renversa la tour où les pavillons de tempête étaient hissés et le 30 août 1999, l’ouragan Dennis endommagea la tour d’avertissement encore une fois.

## Rôle
La région des Outer Backs était très difficile d'accès lorsque la première station fut implantées. Le rôle de son personnel était essentiellement de noter les conditions météorologiques et d'envoyer ces informations par navire de ravitaillement à la ville la plus proche ayant un télégraphe. Le données étaient colligées au bureau de prévision de Washington où une prévision météorologique était faite. Cette dernière arrivait difficilement dans la région jusqu'à ce que la ligne de télégraphe soit étendue au village d’Hatteras.
Le rôle du personnel changea à partir de ce moment et c'est pourquoi la station historique fut construite en 1901. Il continua à prendre  l'observation des paramètres météorologiques(température, vent, humidité relative, heures d’ensoleillement, couverture nuageuse, précipitations et pression atmosphérique) mais la fréquence augmenta pour devenir horaire. Bien que la prévision générale fut toujours émise par Washington, le météorologue local commença à produire une prévision pour la côte et la région maritime environnante, y compris les avertissements. 
En plus, le personnel était chargé de produire et disséminer les avertissements au public des comtés de Dare et Hyde. Les avertissements maritimes étaient transmis aux navires par l’intermédiaire de la station de sauvetage de Durrants. En retour, cette dernière transmettait à la station météorologique les informations provenant des navires qui étaient ensuite relayées à Norfolk (Virginie).
Les fonctions d'observation existent toujours à la station de l'aéroport Billy Mitchell qui se situe un peu à l'est. Cependant, les fonctions de prévision et de dissémination sont maintenant dévolues au bureau de Newport/Morehead (Caroline du Nord) du National Weather Service.